# Cammin (Burg Stargard)
Cammin è una frazione della città di Burg Stargard nel Meclemburgo-Pomerania Anteriore, in Germania.

## Storia
Gia comune autonomo, nel maggio del 2014 fu aggregato a Burg Stargard.